# Herbert Friedman
Herbert Friedman (New York, 21 giugno 1916 – Contea di Arlington, 9 settembre 2000) è stato un fisico statunitense, pioniere americano nell'applicazione dei razzi sonori alla fisica solare, all'aeronomia e all'astronomia.
Era anche uno statista e un sostenitore pubblico della scienza. Durante la sua vita, è stato insignito della Medaglia Eddington della Royal Astronomical Society, della National Medal of Science, della Henry Norris Russell Lectureship of the American Astronomical Society, della William Bowie Medal dell'American Geophysical Union, del Wolf Foundation Prize in Physics, e la medaglia Albert A. Michelson del Franklin Institute (1972), tra gli altri. È stato eletto membro della National Academy of Sciences nel 1960 e della American Philosophical Society nel 1964.

## Carriera
Friedman è nato il 21 giugno 1916 a Brooklyn, secondo di tre figli di Samuel e Rebecca (nata Seligson) Friedman. Suo padre era un ebreo ortodosso che si trasferì a New York City da Evansville, Indiana, e alla fine aprì un negozio di cornici d'arte di successo sulla East Ninth Street a Manhattan. La madre di Friedman è nata nell'Europa orientale. Friedman è cresciuto come aspirante artista e da giovane guadagnava una paghetta dalla vendita dei suoi schizzi. Entrò al Brooklyn College nel 1932 come specialista in arte, ma finì con una laurea in fisica. Fu influenzato dal suo primo professore di fisica, il dottor Bernhard Kurrelmeyer, che alla fine lo aiutò a ottenere una borsa di studio per la Johns Hopkins. Il padre del dottor Bernhard Kurrelmeyer era il dottor William Kurrelmeyer, capo dipartimento del dipartimento tedesco della Johns Hopkins.
Il suo servizio alla scienza includeva l'appartenenza al Comitato consultivo generale della Commissione per l'energia atomica durante la presidenza di Lyndon Johnson, al Comitato consultivo per la scienza del presidente Nixon e ai consigli di amministrazione e di scienza spaziale dell'Accademia nazionale delle scienze.

## Morte
Friedman è morto di cancro nella sua casa di Arlington, in Virginia, il 9 settembre 2000, all'età di ottantaquattro anni.